# Colla (Wind)
Der Name Colla bezeichnet böige Winde aus südsüdwestlichen Richtungen, die während der regnerischen Monsunzeit (Mai bis November) auf der philippinischen Insel Luzon auftreten, bedingt durch nördlich oder nordöstlich der Insel vorbeiziehende Tiefdruckgebiete.